# Lego Star Wars: The Skywalker Saga
Lego Star Wars: The Skywalker Saga (укр. Лего зоряні війни: сага Скайвокерів) — пригодницька відеогра, присвячена Лего по всевіту Зоряних війн. Гра розроблена компанією Traveller's Tales та випущена Warner Bros. Games.  Це шоста гра у серії Lego Star Wars від TT Games. У грі присутнє повне озвучування, однак, може бути можливість відключити діалоги у грі.

## Ігровий процес
Lego Star Wars: The Skywalker Saga — екшн пригода з видом від третьої особи з відкритим світом. На відміну від попередніх ігор Lego, в яких гравцям доводилося проходити історію в лінійному порядку, тепер гравці можуть вибрати будь-який з 9 головних епізодів саги і завершити їх у будь-якому порядку. Кожен епізод має власний хаб, який можна відвідати та дослідити. Кожен епізод матиме по п'ять сюжетних місій у кожній, загалом 45 рівнів.
Бойові дії також були оновлені, як, наприклад, дуелі на світлових мечах, що включають різні комбінації з легкими чи важкими атаками та використанням Сили. Персонажі з бластерами, мають вид камери над плечима, як у багатьох шутерах від третьої особи.
Випадкові зустрічі також можуть траплятися в хабі епізодів гри. Наприклад, Імперський зоряний крейсер раптово вийде з гіперпростору і відправить флот TIE-винищувачіа за гравцем. Гравець може вибрати: вступити з ними в бій чи рухатися далі. У грі буде понад 200 персонажів, хоча TT Games сказали, що їхня кількість може змінитися.

## Першоджерела
У грі адаптовані всі дев'ять епізодів саги Зоряних воєн: Прихована загроза (1999), Атака клонів (2002), Помста ситхів (2005), Нова надія (1977), Імперія завдає удару у відповідь (1980), Повернення джедая (1983), Пробудження сили (2015), Останні джедаї (2017) та Сходження Скайвокера (2019).

## Розробка
Гра вперше була представлена в розробці звукоредактора Lucasfilm Меттью Вуда на Star Wars Celebration в Чикаго. Трейлер презентували на E3 2019 під час пресконференції Microsoft.
Щоб уникнути спойлерів Сходження Скайвокера Lucasfilm на момент розробки не надала жодної деталі з сюжету IX епізоду TT Games, давши розробниками лише епізоди I—VIII для роботи.